# Palkonya
Palkonya – wieś i gmina w południowej części Węgier, w pobliżu miasta Siklós, niedaleko granicy chorwackiej. Administracyjnie Palkonya należy do powiatu Siklós, wchodzącego w skład komitatu Baranya i jest jedną z 53 gmin tego powiatu.

## Historia
Po raz pierwszy nazwa miejscowości w formie Palkona została wymieniona w 1296.

## Zabytki

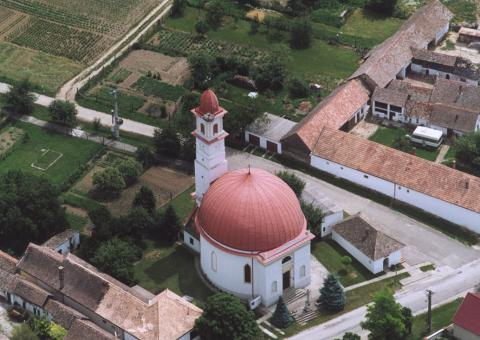
Kościół w Palkonya

- Kościół św. Elżbiety